# Krista Mikkonen

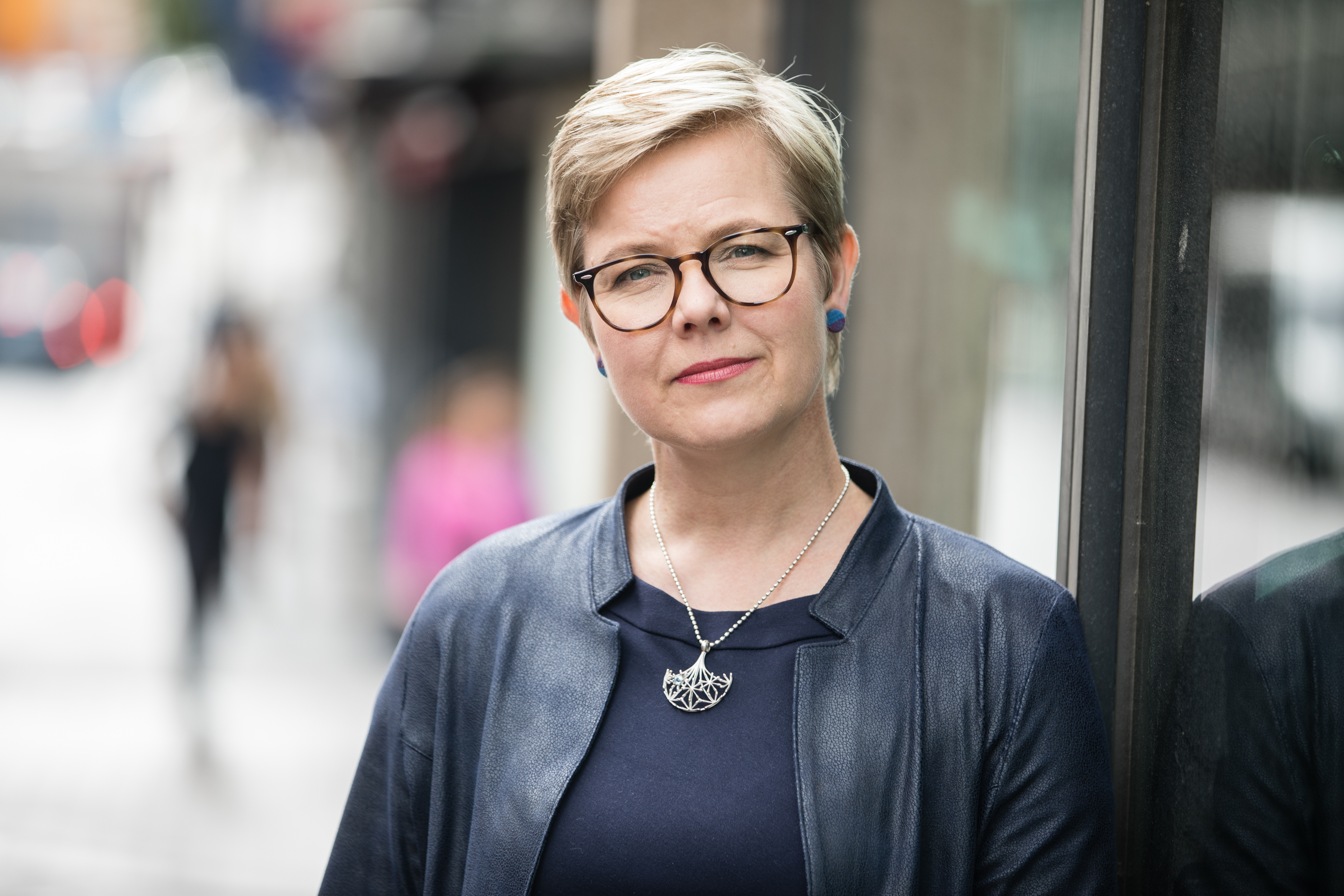
Krista Mikkonen, 2019

Krista Johanna Mikkonen (* 15. November 1972) ist eine finnische Politikerin beim Grünen Bund. Von Juni 2019 bis November 2021 war sie Umweltministerin in den Kabinetten Rinne und Marin. Vom 19. November 2021 bis zum 19. Juni 2023 bekleidete sie das Amt der Innenministerin.
Sie ist erstmals bei der Parlamentswahl 2015 in das finnische Parlament eingezogen.
Als Innenministerin folgte ihr im Juni 2023 Mari Rantanen nach.
Krista Mikkonen lebt in Joensuu im Wahlkreis Savo-Karelien.